# ازکیل کاربونی
ازکیل کاربونی (زاده ۴ آوریل ۱۹۷۹) یک بازیکن سابق فوتبال اهل آرژانتین است. او در حال حاضر به عنوان مربی جوانان زیر ۱۸ سال با باشگاه فوتبال مونتزا همکاری می‌کند.
فرزندان او والنتین کاربونی و فرانکو کاربونی نیز فوتبالیست هستند.